# Municipio de Chikaskia (condado de Sumner)
El municipio de Chikaskia (en inglés: Chikaskia Township) es un municipio ubicado en el condado de Sumner en el estado estadounidense de Kansas. En el año 2010 tenía una población de 59 habitantes y una densidad poblacional de 0,63 personas por km².

## Geografía
El municipio de Chikaskia se encuentra ubicado en las coordenadas 37°9′52″N 97°37′55″O / 37.16444, -97.63194. Según la Oficina del Censo de los Estados Unidos, el municipio tiene una superficie total de 93.71 km², de la cual 93,68 km² corresponden a tierra firme y (0,02 %) 0,02 km² es agua.

## Demografía
Según el censo de 2010, había 59 personas residiendo en el municipio de Chikaskia. La densidad de población era de 0,63 hab./km². De los 59 habitantes, el municipio de Chikaskia estaba compuesto por el 76,27 % blancos, el 1,69 % eran amerindios y el 22,03 % eran de una mezcla de razas. Del total de la población el 15,25 % eran hispanos o latinos de cualquier raza.